# Park Narodowy Alerce Costero
Park Narodowy Alerce Costero (hiszp. Parque nacional Alerce Costero) – park narodowy w Chile położony w regionie Los Ríos (prowincje Ranco i Valdivia). Został utworzony 3 lutego 2010 roku i zajmuje obszar 246,94 km².

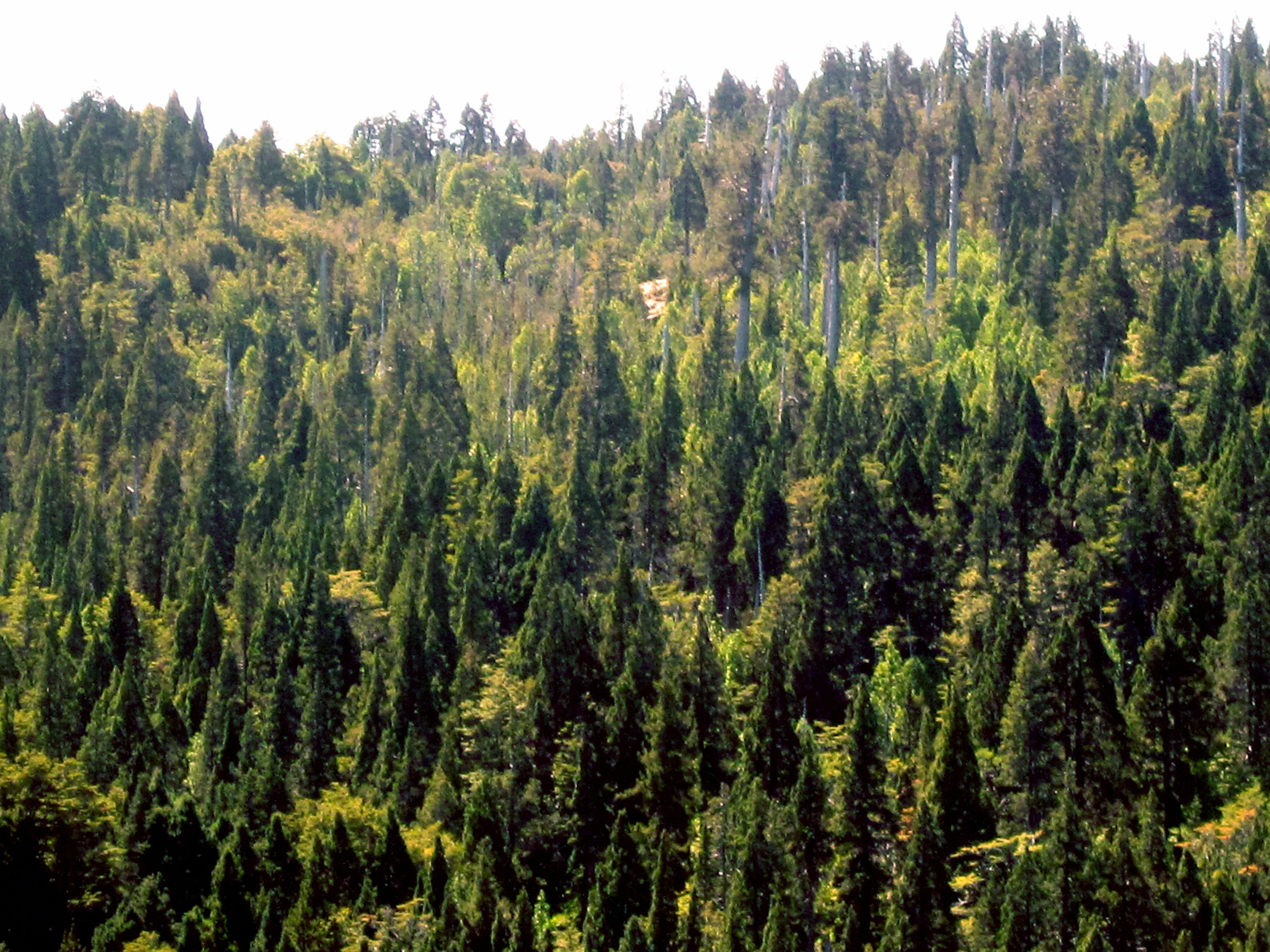
Las waldiwijski

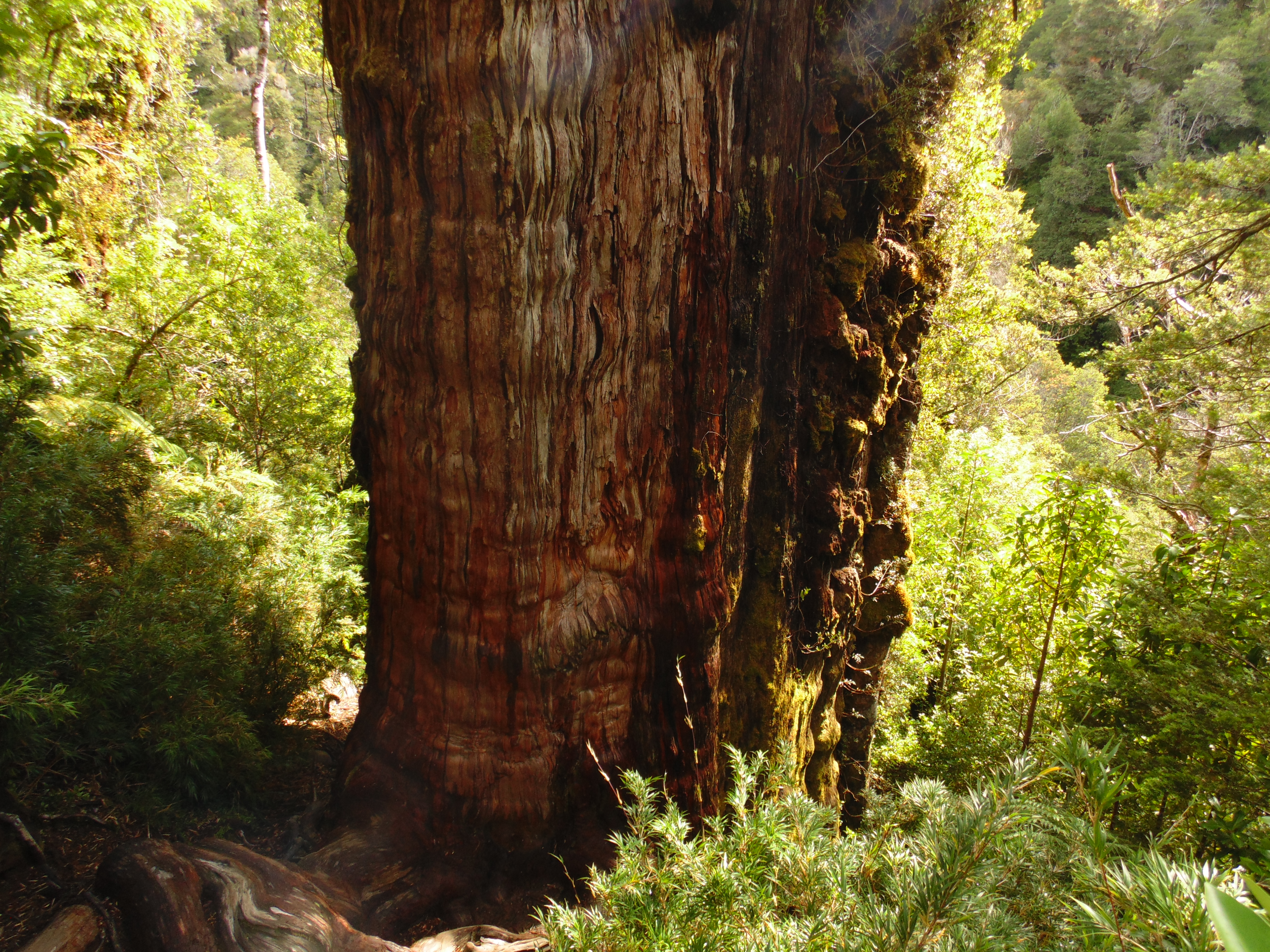
Pień liczącej ponad 3500 lat ficroi cyprysowatej

## Opis
Park znajduje się na wybrzeżu Oceanu Spokojnego i obejmuje duży fragment pasma górskiego Cordillera Pelada (najwyższy szczyt ma wysokość 1048 m n.p.m.), które stanowi część Kordyliery Nadbrzeżnej.

## Flora
Park prawie w całości pokrywają dziewicze lasy waldiwijskie rodzaju alerce. Jest to największy w Chile obszar chroniący te lasy. Dominującym drzewem w parku jest zagrożona wyginięciem ficroja cyprysowata. Ochrona tego długowiecznego drzewa była jednym z powodów utworzenia parku. Najstarsze drzewo tego gatunku w parku ma ponad 3500 lat i uważane jest za najstarsze drzewo w Ameryce Południowej. Inne rośliny występujące w parku to m.in.: narażony na wyginięcie Pilgerodendron uviferum, Drimys winteri, Weinmannia trichosperma, Nothofagus nitida, Oreobolus obtusangulus, Drosera uniflora, Pinguicula chilensis, Laureliopsis philippiana, Nothofagus dombeyi i Eucryphia cordifolia.

## Fauna
Ssaki żyjące w parku to m.in.: narażony na wyginięcie ocelot chilijski, puma płowa, nibylis andyjski, nibylis argentyński, grizon mniejszy, pudu południowy, skunksowiec andyjski, wydrak południowy, słonioząbek wielkouchy, ryżaczek długoogonowy, zbójek długonosy.
Ptaki tu występujące to m.in.: dzięcioł magellański, dzięcioł chilijski, czuprynek czubaty, krogulec dwubarwny, karakara czubata, sokół wędrowny, ostrogonek mały, puchacz magellański, szarogłowik, elenia białoczuba, krasnogonka krótkodzioba, krytonosek południowy, chruściak szarogłowy, turko czarnogardły, drzewołaziec, krytonos rudogardły, ibis maskowy, mniszek ognistooki.
Płazy i gady to m.in.: Alsodes valdiviensis, Batrachyla antartandica, Batrachyla leptopus, Batrachyla taeniata, Eupsophus calcaratus, Eupsophus emiliopugini, Hylorina sylvatica, gardłoród Darwina, Liolaemus cyjanogaster, Liolaemus pictus, Liolaemus tenuis, Philodryas chamissonis, Tachymenis chilensis.